# Langwellensender Orlunda

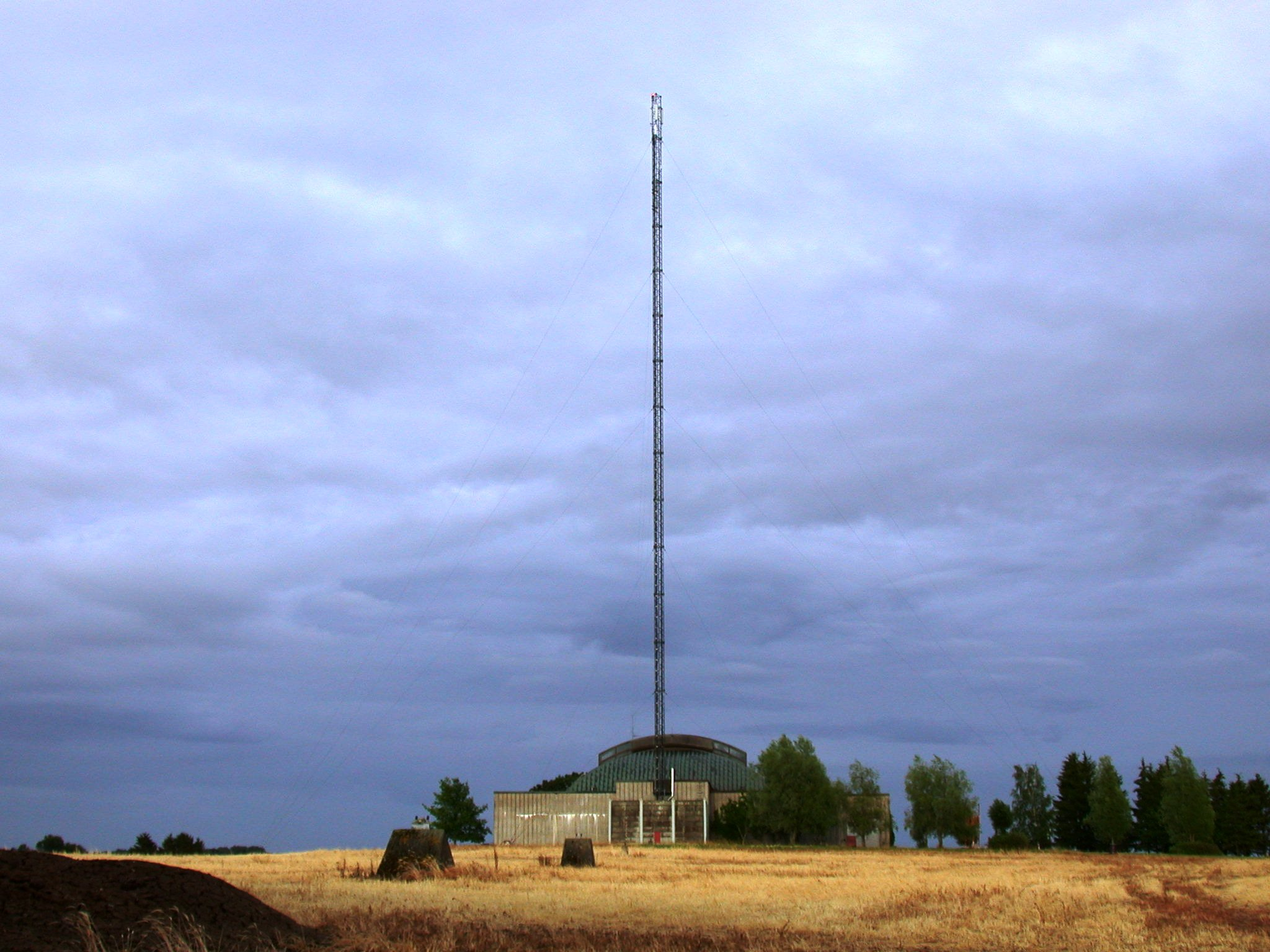
Sendegebäude des einstigen Langwellensenders Orlunda heute mit dem 86,4 Meter hohen Mast für Mobilfunk

In der Nähe von Orlunda bei Motala in Schweden betrieb der Schwedische Rundfunk von 1962 bis 1991 den Langwellensender Orlunda, der eine Anordnung bestehend aus einem 250 m hohen Zentralmast und fünf im Kreis aufgestellten 200 m hohen selbststrahlende Sendemasten verwendete, die alle gegen Erde isoliert waren und am Fußpunkt gespeist wurden, wobei die Speisung des Zentralmastes und der Radialmaste gegenphasig erfolgte. Man erreichte mit dieser Anordnung eine sehr effektive schwundmindernde Sendeantenne für Langwelle. Die Sendeanlage, sie war in einem fensterlosen Bunker mit 1,5 m dicken Wänden aus Beton untergebracht, bestand aus zwei Endstufen mit einer Sendeleistung von je 300 kW, die entweder parallel oder einzeln betrieben werden konnten.
Im Juli 1970 wurde infolge eines Blitzschlages der Zentralmast zerstört. Dabei fing ein mit Öl gefüllter Pardunenisolator in den Abspannseilen Feuer, wodurch das Abspannseil riss und der Zentralmast einstürzte. Nach Wiederherstellung der Anlage, der Zentralmast wurde dabei nicht wieder errichtet, wurde die Anlage mit den verbliebenen Sendemasten weiter betrieben. Im Jahre 1987 erfolgte bei einer Militärübung die Sprengung von drei weiteren, nicht mehr benötigten Sendemasten. Im Jahre 1991 wurde der Sendebetrieb dann endgültig eingestellt und 1994/1995 die letzten beiden Sendemasten demontiert.
Am Standort des einstigen Zentralmastes befindet sich heute ein 86,4 Meter hoher abgespannter Trägermast für Mobilfunk.